# Nostromo
USCSS Nostromo je fiktivní vesmírná loď z filmu Vetřelec z roku 1979. Tento název byl převzat podle knihy, kterou napsal Joseph Conrad v roce 1904.

## Příběh Nostroma
Na začátku filmu posádka cestuje v kryogenním spánku, když se vrací na Zemi z Thedusy. Přibližně v polovině cesty je probuzena. Počítač zachytil neznámý druh signálu, který musí být, dle norem společnosti, prozkoumán pro případ, že by se jednalo o signál SOS. Signál se šíří z planetoidu LV-426 , později pojmenováno jako Acheron. Z Nostroma je tedy vypuštěn modul, který přistane na jeho povrchu a část posádky se vydá za zdrojem signálu. Při průzkumu se na jednoho z členů posádky přisaje facehugger, zbylí členové jej donesou do modulu na ošetřovnu. Tím na palubu modulu a po opuštění LV-426 i na Nostromo zavlečou tento cizí organismus. Poté, co se tento xenomorf vyvine do stádia chestbustera a aliena, se situace vymyká kontrole a posádka začíná bojovat o vlastní život. Po několika neúspěšných pokusech se zbytek posádky rozhodne aktivovat autodestrukční systém, který má loď i s nákladem a vetřelcem zničit. Jediný, komu se nakonec podaří z Nostroma v záchanném člunu uniknout, bude Ellen Ripleyová, kocour Jones a vetřelec.
Zničení Nostroma má dohru o 57 let později, na brífingu společnosti Weyland-Yutani Corporation, na kterém má Ripleyová zdůvodnit, proč loď a cenný náklad zničila. Za své rozhodnutí je zbavena licence letového důstojníka.

## Popis Nostroma
Jedná se o nákladní vlečnou loď, třídy M, kterou vlastní společnost Weyland-Yutani. Skladovací prostor lodě pojme 20 milionu tun rudy. Délka lodi dosáhla 245 metrů a hmotnost přes 60×106 kg. Loď měla zabudovaný desetiminutový autodestrukční systém, který měl posloužit při případném ukořistění vojenského nákladu, a který se dal během pěti minut od spuštění manuálně vypnout. Její záchranný modul se jmenuje Narcissus a pojme 3 osoby. Loď samotná samozřejmě měla mnoho sálů (jídelní, odpočinkový, …), kryogenní komory, mnohá skladiště, lékařské zázemí, ale např. i centrální počítačovou ústřednu. Většina jejích útrob, nicméně, byla bez kyslíku a tzv. život-podporujících systémů, neboť ty nebylo po většinu času třeba udržovat (podle knihy).

## Posádka
Posádku Nostroma tvořilo sedm lidí.
- Dallas (Tom Skerritt), vrchní kapitán
- Ellen Ripleyová (Sigourney Weaver), nejvyšší důstojník,
- Lambertová (Veronica Cartwright), navigátor
- Kane (John Hurt), výkonný důstojník
- Ash (Ian Holm), vědecký důstojník
- Parker (Yaphet Kotto), hlavní inženýr.
- Brett (Harry Dean Stanton), inženýr-technik
- na palubě se také nachází tygrovitě pruhovaný kocour Jones.

## Matka
Loď je také vybavena umělou inteligencí, MU-TH-R 182 model 2.1, hlavním počítačem, který posádka přezdívá Matka (zkomolenina jejího názvu v angličtině). S Matkou se dalo komunikovat pomocí terminálu ve speciální místnosti. V ní se též Ripleyová dozvěděla o zvláštním rozkazu č. 937.